# Solenoptera touroulti
Solenoptera touroulti là một loài bọ cánh cứng trong họ Cerambycidae.